# Krokolaknölen
Krokolaknölen är ett naturreservat i Torsby kommun i Värmlands län.
Området är naturskyddat sedan 2010 och är 488 hektar stort. Reservatet omfattar flera höjder med sluttningar/branter och våtmarker. Reservatet består av barrskog och sumpskog. 